# Piptocarpha pyrifolia
Piptocarpha pyrifolia là một loài thực vật có hoa trong họ Cúc. Loài này được (DC.) Baker miêu tả khoa học đầu tiên năm 1873.